# Matia Bazar
I Matia Bazar sono un gruppo musicale italiano. Formatosi nel 1975 a Genova, la formazione storica comprendeva il quintetto composto da Antonella Ruggiero (voce), Carlo Marrale (chitarra, voce), Aldo Stellita (basso), Piero Cassano (tastiere, voce) e Giancarlo Golzi (batteria). Il nucleo della band, che nella sua storia ha affrontato numerosi cambi di formazione, soprattutto fra le cantanti e i tastieristi, ha vinto per due volte il Festival di Sanremo (1978 e 2002) e altrettante il premio della critica, riscuotendo anche un notevole successo internazionale.

## Storia

### L'era Antonella Ruggiero

#### Origini
(Carlo Marrale in un'intervista per Rai Uno - Estate in diretta del 15 luglio 2021"
)
I Matia Bazar nascono dall'unione di Carlo Marrale (chitarra e voce), Piero Cassano (tastiere e voce) e Aldo Stellita (basso e cori), tutti ex componenti del complesso dei Jet, con Antonella Ruggiero (voce). Il nome d'arte della cantante era "Matia" (soprannome artistico scelto da Antonella che voleva un nome senza una precisa identità sessuale, in quanto Matia è utilizzato come nome sia femminile sia maschile. Anche se erroneamente molti associano matia al significato di matta in genovese, attribuzione errata e smentita da Antonella in diverse interviste), da cui, successivamente (e per i motivi citati in premessa) si disse essere scaturito il nome del complesso. In realtà, in un'intervista del 2019, la Ruggiero conferma che Matia era il suo nome d'arte da cantante solista, ma che l'origine non deriva da matan, ma piuttosto da un suo desiderio di uno pseudonimo che potesse avere una valenza sia femminile sia maschile.
Dopo l'incisione del primo 45 giri entrerà nella formazione Giancarlo Golzi (batteria e cori), uscente dai Museo Rosenbach.

I Matia Bazar agli esordi, nel 1975, nella formazione storica; da sinistra: il tastierista Piero Cassano, il batterista Giancarlo Golzi, il bassista Aldo Stellita, il chitarrista e voce Carlo Marrale, e la cantante Antonella Ruggiero

Il quintetto debutta nel 1975 con il singolo Stasera... che sera! (con Paolo Siani, session man dell'Ariston Records, alla batteria), partecipando alla manifestazione Un disco per l'estate, senza qualificarsi per le serate finali di Saint-Vincent. In seguito pubblica il singolo Per un'ora d'amore con il quale ottiene un buon successo, che si ripete l'anno seguente con il brano Che male fa e il primo album Matia Bazar 1.
Nel 1976 è il singolo Cavallo Bianco, ispirato al genere rock progressivo, a ottenere un grande successo. L'anno successivo il complesso esordisce al Festival di Sanremo con la canzone Ma perché, che, sebbene ignorata alla kermesse, ha un notevole successo tra i giovani; fa seguito il secondo album Gran Bazar, che riscuote invece un successo straordinario. Nello stesso anno il quintetto partecipa cantando agli sketch della rubrica pubblicitaria televisiva Carosello realizzati per pubblicizzare le valvole Fermostop della Giacomini.
Sempre nel 1977 viene pubblicata la raccolta L'oro dei Matia Bazar, contenente l'inedito Solo tu, che raggiunge la vetta delle classifiche di vendita dei dischi singoli (45 giri) con circa un milione di copie. Del brano viene incisa anche una versione in lingua spagnola che riceve un ottimo consenso sul mercato latino. Il brano viene utilizzato per una pubblicità televisiva per la Tanara (nota marca di gelati) con la presenza dei componenti dei MB. Nel 1978 la band partecipa per la seconda volta consecutiva al Festival di Sanremo con ...E dirsi ciao, brano che ottiene il primo posto. Pochi mesi dopo, la Ariston fa uscire l'album Semplicità.

I Matia Bazar ospiti a Discoring a fine 1981. Qui il gruppo mostra l'avvenuta svolta verso sonorità synth pop

Il 1979 vede la partecipazione dei MB all'Eurovision Song Contest con la canzone Raggio di Luna, incisa poi in spagnolo con titolo Rayo de Luna e in inglese come Moonshine. Durante l'autunno viene pubblicato il singolo C'è tutto un mondo intorno, che anticipa l'album Tournée. Nel 1980 la Ariston mette in commercio l'album Il tempo del sole che viene promosso con il singolo Italian Sinfonia presentato nell'estate al Festivalbar, dove ottiene un grande successo.
Nel marzo del 1981 Piero Cassano lascia la formazione e viene sostituito da Mauro Sabbione. Nello stesso anno la Ariston pubblica il singolo Fantasia, come anteprima e lancio dell'album Berlino, Parigi, Londra. Il 21 agosto 1982 il complesso registra un concerto al Circuito Internazionale Santamonica di Misano Adriatico, trasmesso da Canale 5, dove presenta Fantasia e Io ti voglio adesso, duettando con Loredana Bertè (...E la luna bussò, C'è tutto un mondo intorno) e con Miguel Bosé (che partecipa in Solo tu).

#### Successo e sperimentazione
Nel 1983, i Matia Bazar partecipano al Festival di Sanremo con il brano Vacanze romane, che vince il Premio della Critica. Questo brano ottiene una straordinaria popolarità e anticipa l'album Tango con le sue nuove sonorità elettroniche prodotto da Roberto Colombo. Per il brano Il video sono io viene realizzato un videoclip con la regia di Piccio Raffanini, che vincerà la manifestazione Rimini Myfest e diventerà sigla finale di Domenica in.

I Matia Bazar nel caratteristico abbigliamento che contraddistinse il periodo dell'acclamata Vacanze romane (1983)

Nell'estate, i Matia Bazar vincono il primo Telegatto di TV Sorrisi e Canzoni come "miglior complesso italiano". Alla fine del 1983 viene pubblicato Il treno blu, un singolo per il mercato giapponese mai distribuito in Italia; realizzano la colonna sonora di Magic Moments, un film di Luciano Odorisio, e compongono il brano Casa mia per l'architetto Alessandro Mendini sul vinile Architettura sussurrante.
La presenza nel gruppo di Sabbione, che non fu mai socio ma elemento esterno della società Matia Bazar, terminò nell'ottobre del 1983 a causa di forti divergenze artistiche con gli altri componenti. L'uscita di Sabbione venne risolta nell'immediato con l'inserimento di Alberto Mompellio alle tastiere, il quale partecipò al tour in Italia e Unione Sovietica del 1984; quindi alla fine dello stesso anno entrò a far parte della formazione, in via definitiva, Sergio Cossu.
Sempre nel 1984 il complesso partecipa al Festival di Tokyo con il brano Cercami ancora. Nel 1985 partecipa al Festival di Sanremo con Souvenir, canzone che vince il Premio della Critica e anticipa l'uscita dell'album Melanchólia (titolo che lo scrittore, filosofo e caposcuola dell'esistenzialismo Jean Paul Sartre voleva originariamente dare al suo capolavoro La nausea).
Come singolo estivo viene scelto invece Ti sento, con il quale la band, già famosa in vari paesi del mondo, si affermerà definitivamente a livello internazionale. Il brano viene inciso in diverse lingue e, con titolo I Feel You, avrà un rinnovato successo anche in Italia, grazie a sonorità d'avanguardia che miscela le tastiere elettroniche ai sintetizzatori. Ti sento diventa un classico del repertorio dei Matia Bazar e una delle canzoni più conosciute degli anni ottanta del Novecento.

I Matia Bazar ospiti a fine 1983 dello spettacolo televisivo Gransimpatico di Enzo Jannacci (al centro), con cui collaboreranno nel brano Elettrochoc

Durante il 1987 la CGD distribuisce su vinile tre raccolte antologiche: Stasera che sera, Solo tu e C'è tutto un mondo intorno, che l'anno successivo verranno ristampati su CD. Nel 1987 viene pubblicato anche l'album Melò, apprezzato dalla critica e caratterizzato da una grande raffinatezza musicale e vocale. Dal disco viene tratto il singolo Noi, che ottiene uno straordinario successo e incontrerà consensi al Festivalbar; al brano segue la realizzazione di un videoclip negli studi di Cinecittà, scegliendo come scenografia quella degli esterni del film Momo. Durante quell'estate la band vince ancora una volta il Telegatto come "miglior complesso italiano".
Nel 1988 i Matia Bazar partecipano al Festival di Sanremo con il brano La prima stella della sera incluso come inedito nella raccolta 10 grandi successi. Nel 1989, all'apice del successo con il singolo Stringimi, presentato in estate al Festivalbar, e il seguente album Red Corner, Antonella Ruggiero lascia la formazione.

### La svolta rock con Laura Valente
Nel 1990 il ruolo appartenuto per quattordici anni ad Antonella Ruggiero viene rilevato da Laura Valente, che esordisce nel giugno 1991 con la partecipazione in un concerto multiforme ad Amsterdam, in occasione del quale, davanti a una platea di oltre 20 000 spettatori, i Matia Bazar presentano la "nuova" formazione. Nello stesso anno esce il primo album del rinnovato gruppo, intitolato Anime pigre, in cui già si traccia la svolta verso un genere più graffiante e moderno. Tra i brani dell'album spicca Si può ricominciare.
Sempre nel 1991 i Matia partecipano ad alcune tappe del Cantagiro, dove presentano il singolo Volo anch'io, altri successi del gruppo e un duetto con Vincenzo Spampinato in Antico suono degli dei. Nel 1992 partecipano per la sesta volta al Festival di Sanremo con Piccoli giganti, brano che si rivela di ottimo successo e viene inserito come inedito nella raccolta Tutto il mondo dei Matia Bazar.
A febbraio 1992 la Ariston lancia il brano Piccoli giganti con il quale la band partecipa al Festivalbar e ad alcune tappe del Cantagiro, dove ripresenta alcuni successi come Ti sento. Proprio questi brani permettono alla formazione di vincere la prima tappa e di gareggiare nella sezione "big". Il 1º novembre 1992 il complesso tiene un lungo concerto al Rolling Stone di Milano, dove interpreta vecchi brani di successo e canzoni estratte da Anime pigre.

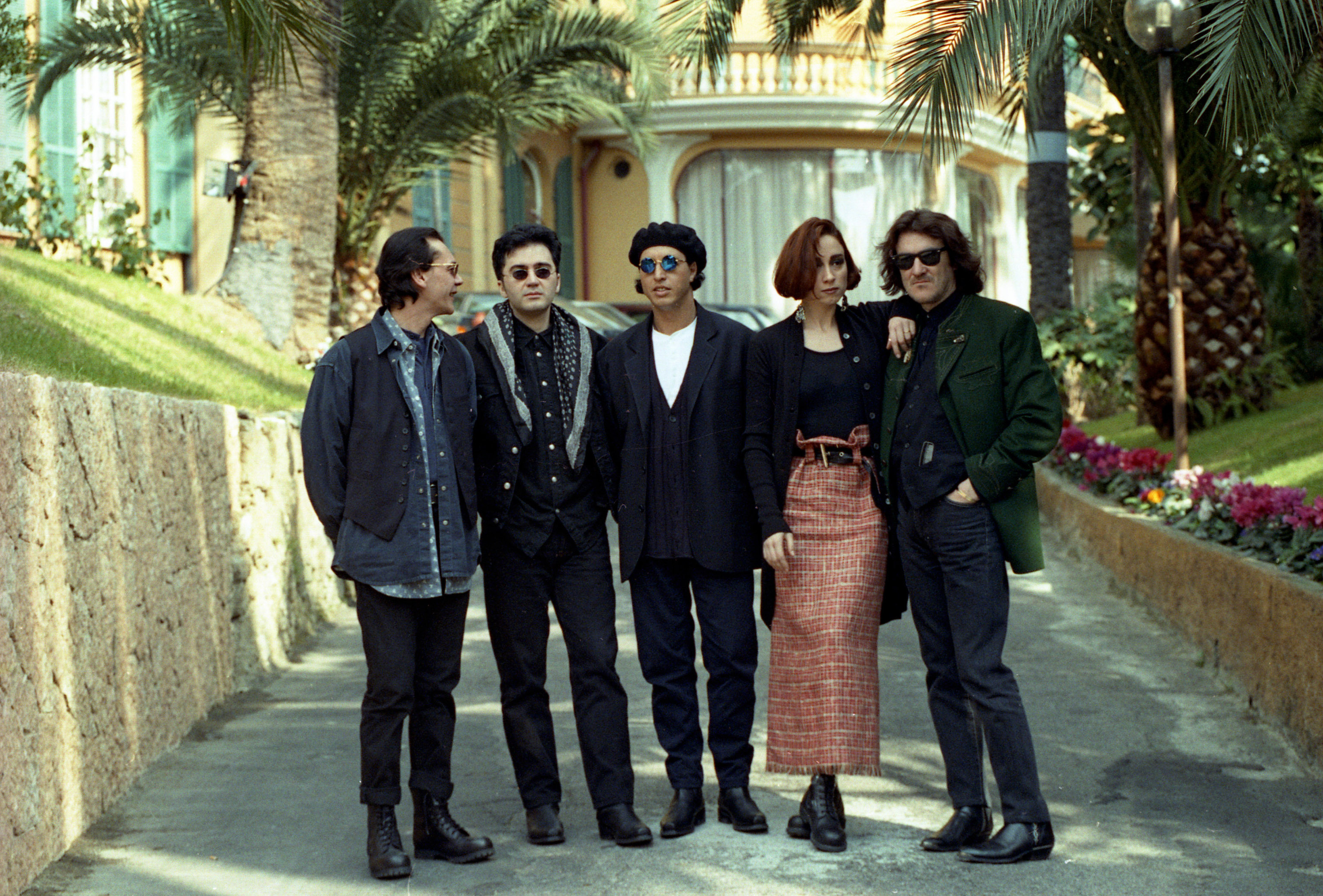
I Matia Bazar nella formazione di riferimento dei primi anni 1990; da sinistra: Stellita, il tastierista Sergio Cossu, Marrale, la cantante Laura Valente e Golzi

L'anno successivo la band partecipa di nuovo al Festival di Sanremo con il brano Dedicato a te, che si rivela uno straordinario successo. La DDD produce l'album Dove le canzoni si avverano, che, oltre al brano sanremese, contiene Svegli nella notte, presentato con successo al Festivalbar e al Canzoniere dell'estate. Lo stesso anno vede anche la presenza ad alcune tappe del Cantagiro.
In autunno il complesso prende parte al Festival Italiano, condotto da Mike Bongiorno, con L'amore non finisce mai, che rivela in pieno la raggiunta maturità interpretativa della Valente. Questa sarà l'ultima apparizione di Carlo Marrale: il chitarrista, dopo diciotto anni di piena attività in seno al nucleo, lascia definitivamente la formazione per dedicarsi alla carriera solista. Per la prima volta in assoluto, il complesso dei Matia Bazar rimodula il nucleo sotto forma di quartetto e partecipa a Innocenti evasioni, un disco tributo a Lucio Battisti, interpretando il brano Con il nastro rosa.
Il 22 novembre 1995, dopo una pausa durata due anni dovuta alla maternità di Laura, al "Propaganda di Milano" i Matia Bazar festeggiano i vent'anni di carriera, presentando l'album raccolta Radiomatia, rilasciato a ottobre dalla Polydor; l'inedito estratto è La scuola dei serpenti, cover del brano You're the voice, successo del 1986 del cantante australiano John Farnham, e altri loro successi riarrangiati. L'album viene presentato di nuovo in un lungo concerto al "Rolling Stone di Milano" con un ottimo successo di pubblico.
Nel settembre 1996 i Matia Bazar, accompagnati da Paolo Gianolio, sono presenti alla rassegna "Festival Feedback", a Bellinzona, ove interpretano alcuni successi tra cui molti brani da Radiomatia. Il 9 maggio 1997 la Polydor pubblica l'ottimo album Benvenuti a Sausalito, dedicato alla cittadina californiana simbolo della stagione hippy, dove i Matia Bazar tornano a sperimentare sonorità ricercate e rockeggianti dopo anni di pop tradizionale. L'album viene presentato il 2 giugno 1997 al "Propaganda" di Milano" per la trasmissione "105 Night Express", in onda su Italia 1.
Il nuovo progetto discografico non può essere promosso in maniera adeguata a causa della grave malattia di Aldo Stellita. Dopo le partecipazioni televisive a Tappeto volante (dove presentano il singolo Quando non ci sei e il brano Parola magica) e al Premio Rino Gaetano, Stellita è costretto a diradare le proprie presenze, e nel "Sausalito Tour" il gruppo viene accompagnato da Carlo De Bei (coautore di alcuni brani del disco) alle chitarre e da Nello Giudice al basso, oltre a Silvia Valente, sorella di Laura, ai cori.
Il 9 luglio 1998 muore Aldo Stellita: fondatore, bassista e autore della maggior parte dei testi delle canzoni del gruppo. Pochi mesi dopo anche Laura Valente e Sergio Cossu lasciano definitivamente. Queste uscite determinano la temporanea "fine" dei Matia Bazar dopo la scomparsa di Aldo.

### L'era pop con Silvia Mezzanotte

I Matia Bazar nella formazione di riferimento a cavallo degli anni 1990 e 2000; da sinistra: il polistrumentista Fabio Perversi, il rientrante Cassano, la cantante Silvia Mezzanotte e Golzi, qui mentre eseguono Messaggio d'amore al vittorioso Festival di Sanremo 2002

Dopo un periodo di stasi, il gruppo riprende a lavorare, spinto dall'unico superstite della formazione originale, il batterista Giancarlo Golzi, che nel 1998 richiama l'amico, ora produttore discografico, Piero Cassano, già tastierista e motore componente del gruppo storico. Insieme decidono di ridare ai Matia Bazar una veste più popolare che porterà il gruppo alla realizzazione di prodotti meno sofisticati e più commerciali.
Golzi propone la cantante Silvia Mezzanotte a Cassano, il quale, entusiasta della nuova voce, recluta anche l'arrangiatore e polistrumentista Fabio Perversi.
I quattro riportano alla ribalta i redivivi Matia Bazar e partecipano nel 2000 al Festival di Sanremo con il brano Brivido caldo, seguito dall'uscita dell'album omonimo.
Nell'estate dello stesso anno, ancora con Brivido caldo, prendono parte a Vota la voce e vincono il Telegatto come "miglior gruppo italiano dell'anno". L'anno successivo sono nuovamente in gara al Festival di Sanremo con la canzone Questa nostra grande storia d'amore, che giungerà terza e sarà inclusa nell'album Dolce canto.
Nel 2002 partecipano per la terza volta consecutiva e vincono il Festival di Sanremo con Messaggio d'amore, completando il ciclo di ritorno al successo del "nuovo" gruppo. Il brano viene inserito, come inedito da studio insieme a Ritmo della luna, nella raccolta live Messaggi dal vivo.
Nel 2004 la cantante Silvia Mezzanotte, dopo quasi cinque anni, lascia il gruppo.

### La ripartenza con Roberta Faccani
A sostituire Silvia Mezzanotte viene chiamata Roberta Faccani, che entrerà ufficialmente come cantante verso la fine del 2004. Nel 2005 la nuova formazione si presenta al Festival di Sanremo con il brano Grido d'amore, che ottiene il tredicesimo posto nella classifica finale. La canzone Echi d'infinito interpretata da Antonella Ruggiero, che partecipa alla stessa manifestazione come solista, si piazza al terzo posto. Subito dopo esce l'album Profili svelati con il brano sanremese e altri inediti.

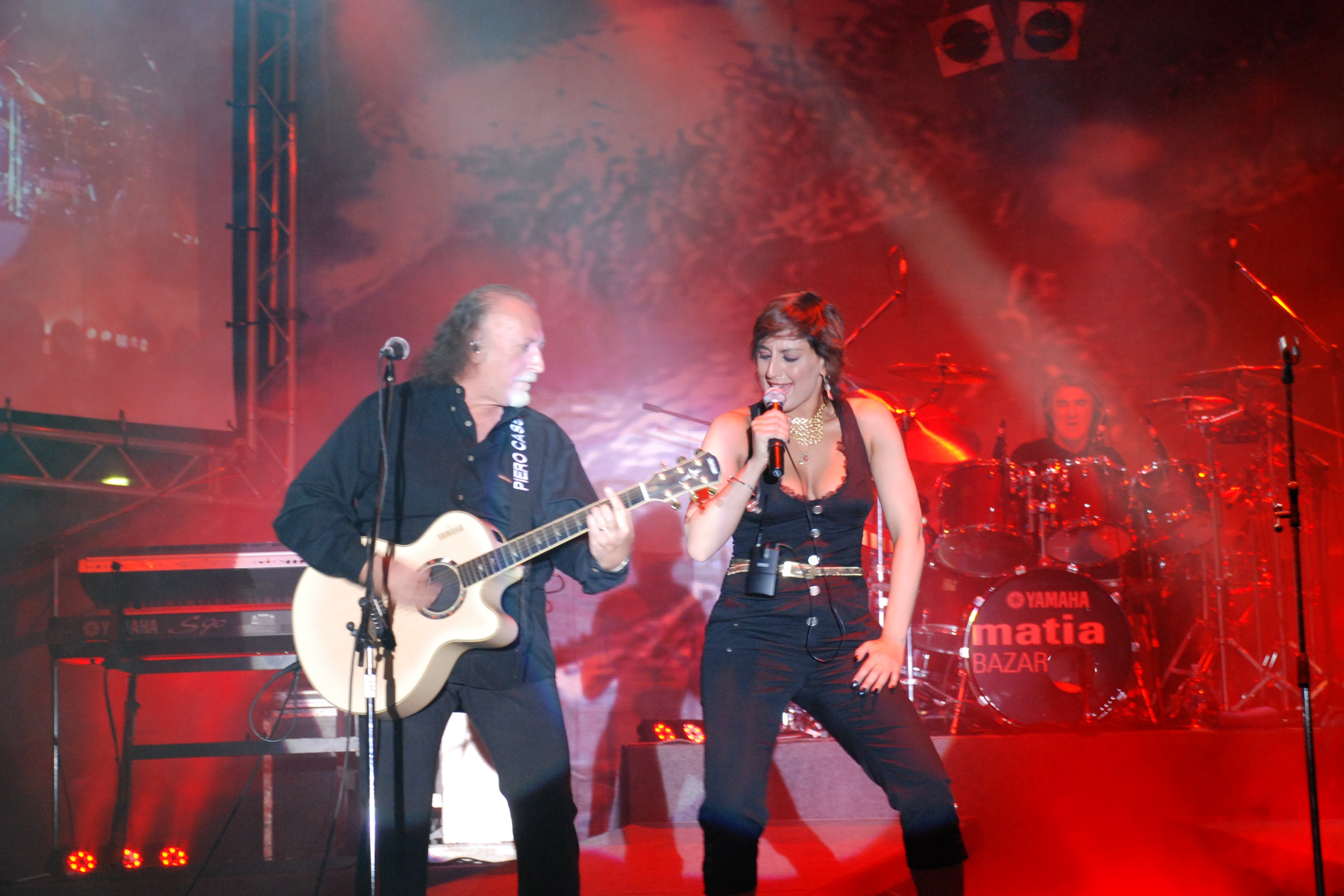
I Matia Bazar in concerto a Stigliano nel giugno 2007; da sinistra: Cassano alla chitarra con la cantante Roberta Faccani

Il 5 ottobre 2007 è la volta di One1 Two2 Three3 Four4, una antologia che rivisita successi delle principali band italiane. Il 9 maggio 2008 si ripete in modo del tutto analogo il progetto con One1 Two2 Three3 Four4 - Volume due. In entrambi i volumi di One1 Two2 Three3 Four4 il quartetto si è avvalso della collaborazione del coro gospel nazionale Nicolini Gospel Choir di Piacenza.
Il 29 aprile 2010 un comunicato stampa annuncia la separazione di Roberta Faccani dalla band per la scadenza del contratto.

### La reunion con Mezzanotte
Con la fuoriuscita dal nucleo di Roberta Faccani inizia la ricerca di una nuova voce femminile. Ma a sorpresa, il 20 settembre 2010, sul sito ufficiale del complesso viene ufficializzato il ritorno di Silvia Mezzanotte come solista. Gli stessi componenti dichiarano: «È bastato incontrarsi per caso, tra un'ospitata televisiva e un concerto, per ritrovarsi in studio ad ascoltare le nuove canzoni». Il ritorno nasce dalla rinnovata intesa artistica tra la cantante e il resto della band, con un album già in lavorazione e una lunga tournée prevista per il 2011, con iniziative e partecipazioni ad eventi.
Il 22 ottobre 2010 viene distribuito alle radio il singolo Gli occhi caldi di Sylvie (musica di Piero Cassano e Fabio Perversi, testo di Adelio Cogliati e Giancarlo Golzi, arrangiamento di Fabio Perversi), subito diffuso e richiesto con grande frequenza. Dal 1º novembre, la canzone viene resa disponibile per il download sui principali negozi digitali. Il 31 ottobre il quartetto partecipa alla trasmissione televisiva Domenica in su Rai Uno, ufficializzando la reunion con Silvia Mezzanotte e promuovendo il singolo.

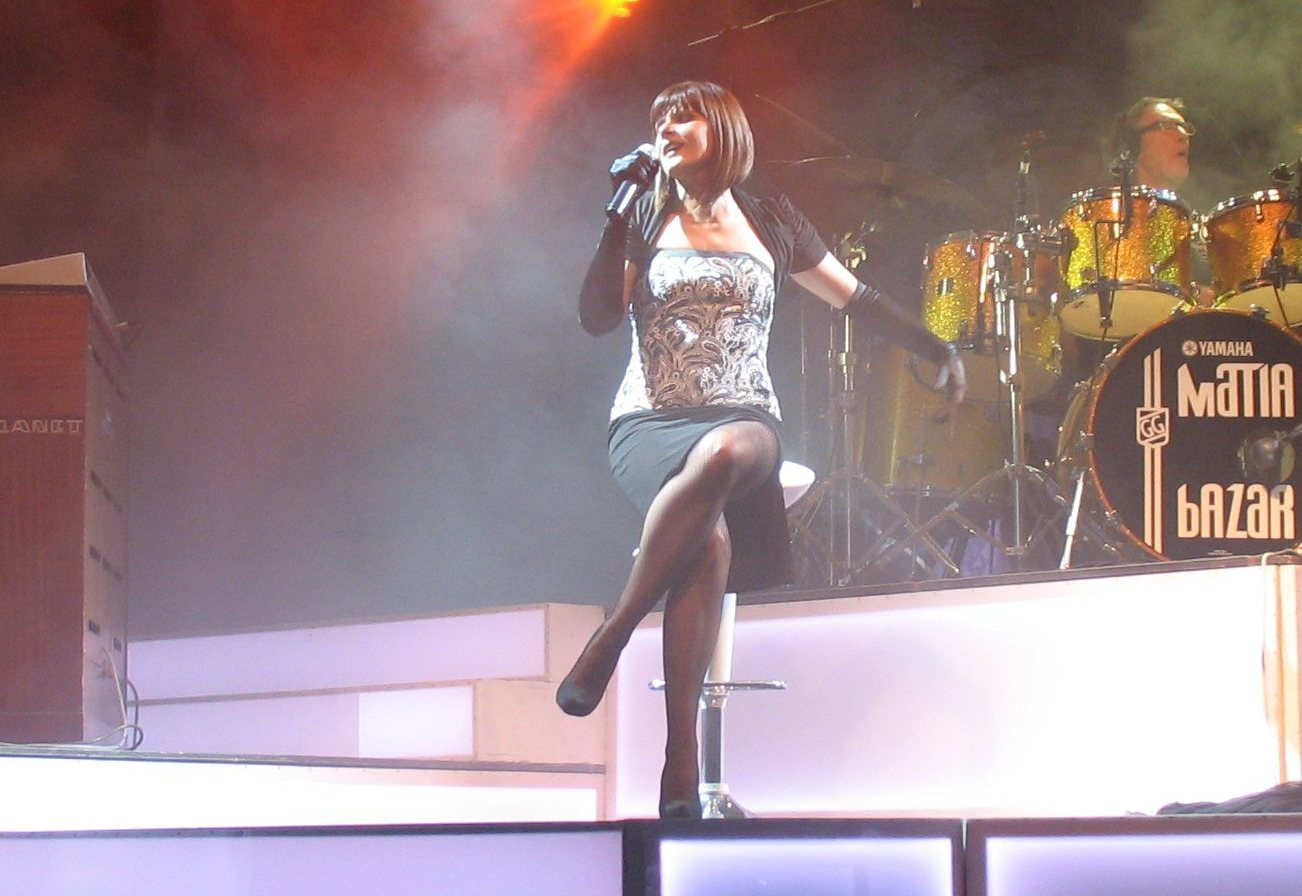
I Matia Bazar in concerto nel 2011, dopo la reunion con Silvia Mezzanotte

Dopo tre anni di silenzio discografico, il 29 marzo 2011 esce l'album Conseguenza logica, lavoro anticipato dal singolo Gli occhi caldi di Sylvie, che attraverso i suoi brani, racconta l'amore a 360° gradi. Il 16 aprile 2011, da Castelraimondo (MC) inizia il Conseguenza logica Tour, che toccherà tutta Italia e le grandi città europee.
Nel febbraio 2012 il complesso partecipa al 62º Festival di Sanremo con il brano Sei tu, che non riesce ad accedere alla fase finale. Nella serata dedicata alla canzone italiana nel mondo i Matia Bazar si esibiscono con Al Jarreau in Speak Softly Love (in italiano: Parla più piano, colonna sonora del film Il padrino) e in We're in This Love Together, noto brano dello stesso Al Jarreau. Il 12 agosto 2015 muore improvvisamente, a seguito di un infarto, lo storico batterista Giancarlo Golzi.
Il 2 febbraio 2016 la casa discografica del complesso comunica il termine della collaborazione con Silvia Mezzanotte, che era ripresa nel 2010. Al contempo si annunciano la prossima realizzazione di un progetto discografico e concerti live.
Nel maggio 2017 anche Piero Cassano abbandona la formazione (aveva già lasciato nel 1981 per rientrarvi nel 2000), dando inizio a un periodo d'incertezza sul futuro della band.

### La rifondazione con Luna Dragonieri
Dopo un periodo di silenzio, al Festival di Bellaria 2017 esordisce una nuova formazione dei Matia Bazar, capeggiata ora dal polistrumentista Fabio Perversi che, dopo aver provato invano a riunire i membri storici rimasti, ne riceve comunque l'incoraggiamento (in primis dalle famiglie degli scomparsi Golzi e Stellita e dallo stesso Cassano) a portare avanti il percorso sotto l'egida dell'etichetta elvetica Farn Music. 
Perversi, nella band dal 1998, racconta di una promessa fatta a Cassano e Golzi, i quali avrebbero desiderato che il progetto Matia Bazar un giorno potesse sopravvivere ai suoi fondatori. La ripartenza avviene con il singolo Verso il punto più alto, pubblicato il 15 gennaio 2018, brano attraverso il quale viene svelata la rinnovata formazione composta dal veterano Perversi, dalla nuova cantante Luna Dragonieri, dalla batterista Fiamma Cardani, dalla bassista Paola Zadra e dal chitarrista Piero Marras. L'ensemble conta inizialmente due uomini e tre donne, cambiando radicalmente la tradizione della band. Perversi spiegherà che la decisione di avvalersi di figure femminili al basso e alla batteria è stata presa al fine di non oscurare con inutili paragoni la memoria dei due fondatori (Stellita e Golzi) prematuramente scomparsi e insostituibili; mentre la scelta della talentuosa Silvia "Luna" Dragonieri, che lo stesso Perversi e Cassano erano sul punto di produrre come solista prima della morte di Golzi, è coerente con la grande tradizione di voci femminili del complesso. Il 14 giugno 2018 i Matia Bazar rilasciano un secondo singolo dal titolo Questo è il tempo.. Del 2019 è il terzo singolo, È Primaveramore. Il 18 ottobre 2020 il quintetto è ospite da Barbara d'Urso a Domenica Live per festeggiare i 45 anni di carriera.
Dopo lo stop forzato imposto dalla pandemia di COVID-19, inizia un lungo contenzioso legale con il duo Marrale/Mezzanotte sull'utilizzo del marchio nelle attività live; oggetto del contendere è, in particolare, l'uso del brand all'estero, svincolato (secondo il duo) da quello utilizzabile sul suolo italiano. Intanto la nuova era dei Matia registra una serie di avvicendamenti. Nei primi mesi del 2021 la formazione subisce dei cambi in virtù dei quali adesso, insieme a Fabio Perversi e Luna Dragonieri, completano l'organico Piercarlo "Lallo" Tanzi alla batteria, Silvio Melloni al basso e il chitarrista Gino Zandonà. 
Questa line-up dei rinnovati Matia Bazar esordisce a maggio 2022 con il singolo Non finisce così, frutto di un testo ritrovato fra gli appunti di Giancarlo Golzi e musicato successivamente con la partecipazione di Piero Cassano, quasi a unire passato e presente della band. Il brano è inserito nel nuovo album intitolato semplicemente The Best Of. Prodotto da DM Produzioni di Danilo Mancuso e distribuito da ADA Music Italy, viene inizialmente lanciato sulle piattaforme digitali ed è composto da grandi classici di diverse ere della band, riarrangiati e reincisi dalla nuova formazione con la voce di Luna. L'album viene presentato da Mara Venier nella sua Domenica In, ripercorrendo attraverso filmati la storia del complesso e presentando un medley di brani storici accanto al nuovo inedito. Stessa cosa avviene in occasione della serata di Una voce per Padre Pio, condotto dalla stessa Venier con i "nuovi" Matia Bazar tra gli ospiti.
Dal 2022 e nel 2024 i Matia Bazar proseguono l'attività live perlopiù estiva attraverso un calendario denso di date registrando un nutrito numero di spettatori in tutte le più importanti piazze italiane.

## Formazione

### Attuale
- Fabio Perversi - tastiere, violino (1998-oggi)
- Silvia "Luna" Dragonieri - voce (2017-oggi)
- Piercarlo "Lallo" Tanzi - batteria (2021-oggi)
- Gino Zandonà - chitarre (2021-oggi)
- Silvio Melloni - basso (2021-oggi)

### Ex componenti
- Carlo Marrale - chitarra, voce (1975-1994)
- Piero Cassano - tastiere, chitarra, voce, cori (1975-1981, 1999-2017)
- Giancarlo Golzi - batteria, cori (1975-2015)
- Antonella Ruggiero - voce, percussioni, armonica a bocca (1975-1989)
- Aldo Stellita - basso (1975-1998)
- Mauro Sabbione - tastiere, pianoforte (1981-1983)
- Sergio Cossu - tastiere, pianoforte (1984-1998), chitarra (1994-1998)
- Laura Valente - voce, chitarra (1990-1998)
- Silvia Mezzanotte - voce (1999-2004, 2010-2016)
- Roberta Faccani - voce (2004-2010)
- Paola Zadra - basso (2017-2021)
- Fiamma Cardani - batteria (2017-2021)
- Piero Marras - chitarra (2017-2021)

### Turnisti
- Paolo Siani - batteria (1975)
- Alberto Monpellio - tastiere (1984)
- Jacopo Jacopetti - sax tenore (1988)
- Carlo De Bei - chitarra (1996-1998)
- Paolo Gianolio - chitarra (1996)
- Nello Giudice - basso (1997)
- Silvia Valente - cori (1997)
- Giorgio Pavan - basso (1998)

## Discografia

### Album in studio
- 1976 - Matia Bazar 1
- 1977 - Gran Bazar
- 1978 - Semplicità
- 1979 - Tournée
- 1980 - Il tempo del sole
- 1982 - Berlino, Parigi, Londra
- 1983 - Tango
- 1984 - Aristocratica
- 1985 - Melanchólia
- 1987 - Melò
- 1989 - Red Corner
- 1991 - Anime pigre
- 1993 - Dove le canzoni si avverano
- 1995 - Radiomatia
- 1997 - Benvenuti a Sausalito
- 2000 - Brivido caldo
- 2001 - Dolce canto
- 2005 - Profili svelati
- 2007 - One1 Two2 Three3 Four4
- 2008 - One1 Two2 Three3 Four4 - Volume due
- 2011 - Conseguenza logica

### Album live
- 2002 - Messaggi dal vivo
- 2002 - Matia Bazar: I concerti di Live@RTSI 20 maggio 1981 (CD, VHS e DVD)
- 2015 - Matia Bazar 40th Anniversary Celebration (CD + 2 DVD)

### Raccolte
- 1977 - L'oro dei Matia Bazar - Solo tu
- 1987 - Stasera che sera
- 1987 - Solo tu
- 1987 - C'è tutto un mondo intorno
- 1988 - 10 grandi successi
- 1992 - Tutto il mondo dei Matia Bazar
- 1996 - Tutto il meglio dei Matia Bazar
- 1998 - Souvenir: The Very Best of Matia Bazar
- 1999 - Vacanze romane e altri successi
- 2001 - Sentimentale: le più belle canzoni d'amore...
- 2002 - Studio Collection
- 2002 - I grandi successi
- 2004 - Made in Italy
- 2006 - Le più belle canzoni di Matia Bazar
- 2006 - DOC - Disco di Origine Controllata
- 2007 - The Best Platinum Collection
- 2007 - Solo grandi successi
- 2007 - The Platinum Collection
- 2008 - Per un'ora d'amore: The Virgin Collection
- 2011 - Fantasia - Best & Rarities
- 2012 - Essential
- 2022 - The Best of

## Partecipazioni a manifestazioni canore

### Azzurro
- 1983: con Tango/Lili Marlene
- 1986: con Ti sento
- 1989: con Stringimi

### Cantagiro
- 1980: con Italian Sinfonia
- 1991: con Volo anch'io, Antico suono degli dei (con Vincenzo Spampinato) ed altri successi
- 1992: con Piccoli giganti, Ti sento ed altri successi, vincitori di una tappa
- 1993: con Dedicato a te ed altri successi
- 2005: con Grido d'amore ed altri successi
- 2008: con vari successi del gruppo.

### Eurovision Song Contest
- 1979: con Raggio di luna - 14º posto

### Partecipazioni al Festival di Sanremo
| Anno                                                                                        | Categoria | Brani (autori - compositori)                                                                        | Interprete  | Duettante | Piazzamento                     |
| ------------------------------------------------------------------------------------------- | --------- | --------------------------------------------------------------------------------------------------- | ----------- | --- | ------------------------------- |
| Festival di Sanremo 1977                                                                    | -         | Ma perché (Carlo Marrale, Piero Cassano e Aldo Stellita)                                            | Matia Bazar | - | Finalista                       |
| Festival di Sanremo 1978                                                                    | -         | ...e dirsi ciao (Giancarlo Golzi, Aldo Stellita, Piero Cassano, Carlo Marrale e Antonella Ruggiero) | Matia Bazar | - | 1º                              |
| Festival di Sanremo 1983                                                                    | -         | Vacanze romane (Carlo Marrale e Giancarlo Golzi)                                                    | Matia Bazar | - | 4º                              |
| Festival di Sanremo 1985                                                                    | Campioni  | Souvenir (Aldo Stellita, Carlo Marrale e Sergio Cossu)                                              | Matia Bazar | - | 10º                             |
| Festival di Sanremo 1988                                                                    | Campioni  | La prima stella della sera (Aldo Stellita, Sergio Cossu e Carlo Marrale)                            | Matia Bazar | - | 19º                             |
| Festival di Sanremo 1992                                                                    | Campioni  | Piccoli giganti (Aldo Stellita, Sergio Cossu, Carlo Marrale e Laura Valente)                        | Matia Bazar | - | 6º                              |
| Festival di Sanremo 1993                                                                    | Campioni  | Dedicato a te (Laura Valente, Maurizio Bassi, Sergio Cossu, Aldo Stellita e Carlo Marrale)          | Matia Bazar | - | 4º                              |
| Festival di Sanremo 2000                                                                    | Campioni  | Brivido caldo (Giancarlo Golzi e Piero Cassano)                                                     | Matia Bazar | - | 8º                              |
| Festival di Sanremo 2001                                                                    | Campioni  | Questa nostra grande storia d'amore (Giancarlo Golzi e Piero Cassano)                               | Matia Bazar | - | 3º                              |
| Festival di Sanremo 2002                                                                    | Campioni  | Messaggio d'amore (Giancarlo Golzi e Piero Cassano)                                                 | Matia Bazar | - | 1º                              |
| Festival di Sanremo 2005                                                                    | Gruppi    | Grido d'amore (Giancarlo Golzi e Piero Cassano)                                                     | Matia Bazar | Sergio Múñiz | Finalista (3ª categoria Gruppi) |
| Festival di Sanremo 2012                                                                    | Artisti   | Sei tu (Piero Cassano, Giancarlo Golzi e Fabio Perversi)                                            | Matia Bazar | Platinette (per Viva l'Italia!), Al Jarreau (nel brano Speak Softly Love di Gianni Boncompagni e Nino Rota e nel brano We're in This Love Together di Al Jarreau) | Non finalista                   |
| Il simbolo "-" indica che il relativo campo non veniva contemplato nel Festival in oggetto. |           | |             | |                                 |

### Festival Italiano
- 1993: con L'amore non finisce mai

### Festivalbar
- 1977: con Solo tu
- 1978: con Tu semplicità
- 1980: con Italian Sinfonia
- 1985: con Medley di successi
- 1987: con Noi e Mi manchi ancora
- 1989: con Stringimi
- 1992: con Piccoli giganti
- 1993: con Svegli nella notte
- 2000: con Non abbassare gli occhi
- 2001: con Dolce canto

### Un disco per l'estate
- 1975: con Stasera... che sera!
- 2000: con Non abbassare gli occhi
- 2001: con Dolce canto e Cose della vita
- 2002: con Ritmo della luna
- 2004: con vari successi del gruppo

### Napoli prima e dopo
- 2006: con Resta cu'mme
- 2007: con Malafemmena
- 2009: con 'A canzuncella

### Festival mondiale della canzone popolare di Tokyo
- 1984: con Cercami Ancora

### Vota la voce
- 1977: con Solo tu
- 1980: con Italian sinfonia
- 1983: con Elettrochoc
- 1984: con Aristocratica
- 1987: con Noi
- 2000: con Brivido caldo

### Altre manifestazioni canore
- 1978: Festa d'inverno - Disco Neve con Solo tu
- 1981: Musicaneve con Fortuna
- 1983: Rimini Myfest con Il video sono io
- 1985: Countdown con Ti sento
- 2019: Festival Internacional de la Canción de San Francisco (Cile)